# Наводнение в Синде (2011)
Наводнение в Синде началось в августе 2011 года после продолжительных дождей, приведших к выходу из берегов нескольких крупных рек в этой провинции. По своим масштабам это стихийное бедствие вплотную приблизилось к прошлогоднему наводнению в Пакистане. В том году миллионы людей были переселены по всей стране и около 2000 погибло. Синд и тогда был одним из наиболее пострадавших районов.

## Ход стихийного бедствия
В августе 2011 года свыше 200 человек погибло и 5,3 млн стали беженцами в результате сильнейшего наводнения в провинции Синд. В результате наводнения люди потеряли свой урожай, дома и домашний скот. Представитель ЮНИСЕФ Дэн Рохманн сообщил, что два с половиной миллиона детей пострадали от наводнения. Медленный ремонт правительством Пакистана речных дамб и других защитных сооружений поврежденных прошлогодней катастрофой, сделал население более уязвимым в этот раз.

## Международная помощь
В понедельник представитель ООН сообщил, что организация начала кампанию по помощи 500,000 человек пострадавшим от наводнений и дождей. Основные усилия были приложены по ликвидации стихийного бедствия в наиболее пострадавшем округе Бадин. США отправили груз гуманитарной помощи Пакистану, предоставив продовольствие, палатки, медикаменты и другие товары. Китай выделил 4,7 миллиона долларов США в рамках оказания помощи по ликвидации стихийного бедствия.